# 飯南町
飯南町（日语：／ Iinan chō */?）是位于島根縣中部的一町，地處中國山地，周圍被約海拔1,000公尺高的琴引山和大萬木山所環繞，境內內約90%的地區為山林地。

## 人口
| 飯南町人口分布圖 |                                               |  |
| 飯南町與日本全國年齡別人口分布比較圖 （2005年資料） | 飯南町的年齡、男女別人口分布圖 （2005年資料） |  |
| ■紫色是飯南町 ■綠色是全国 | ■藍色是男性 ■紅色是女性                       |  |
| 飯南町人口變化 \| 1970年 \| 9,163人 \| \| \| 1975年 \| 8,180人 \| \| \| 1980年 \| 7,771人 \| \| \| 1985年 \| 7,650人 \| \| \| 1990年 \| 7,331人 \| \| \| 1995年 \| 6,893人 \| \| \| 2000年 \| 6,541人 \| \| \| 2005年 \| 5,979人 \| \| \| 2010年 \| 5,534人 \| \| \| 2015年 \| 5,031人 \| \| \| 2020年 \| 4,577人 \| \| |                                               |  |
| 資料來源：日本總務省統計中心提供之人口普查數據 |                                               |  |
| 1970年 | 9,163人                                       |  |
| 1975年 | 8,180人                                       |  |
| 1980年 | 7,771人                                       |  |
| 1985年 | 7,650人                                       |  |
| 1990年 | 7,331人                                       |  |
| 1995年 | 6,893人                                       |  |
| 2000年 | 6,541人                                       |  |
| 2005年 | 5,979人                                       |  |
| 2010年 | 5,534人                                       |  |
| 2015年 | 5,031人                                       |  |
| 2020年 | 4,577人                                       |  |

## 歷史

### 年表
- 1889年4月1日：實施町村制施行，現在的轄區在當時分屬：
  - 飯石郡：頓原村、志志村、赤名村、來島村。
  - 邑智郡：谷村。
- 1934年8月1日：赤名村改制為赤名町。
- 1949年4月29日：頓原村改制為頓原町。
- 1953年4月1日：赤名町和谷村合併新設置的赤名町。
- 1957年1月1日：赤名町和來島村合併為赤來町。
- 1957年2月1日：頓原町和志志村合併為新設置的頓原町。
- 2005年1月1日：頓原町和赤來町合併為飯南町。[3]

### 變遷表
| 1889年4月1日 | 1889年 - 1926年 | 1926年 - 1954年      | 1926年 - 1954年      | 1955年 - 1989年     | 1989年 - 現在       | 現在                |
| ------------ | --------------- | -------------------- | -------------------- | ------------------- | ------------------- | ------------------- |
| 頓原村       | 頓原村          | 1949年4月29日 頓原町 | 1949年4月29日 頓原町 | 1957年2月1日 頓原町 | 2005年1月1日 飯南町 | 2005年1月1日 飯南町 |
| 志志村       |                 |                      |                      | 1957年2月1日 頓原町 | 2005年1月1日 飯南町 | 2005年1月1日 飯南町 |
| 來島村       | 來島村          | 來島村               | 來島村               | 1957年1月1日 赤來町 | 2005年1月1日 飯南町 | 2005年1月1日 飯南町 |
| 赤名村       | 赤名村          | 1934年8月1日 赤名町  | 1953年4月1日 赤名町  | 1957年1月1日 赤來町 | 2005年1月1日 飯南町 | 2005年1月1日 飯南町 |
| 谷村         |                 |                      | 1953年4月1日 赤名町  | 1957年1月1日 赤來町 | 2005年1月1日 飯南町 | 2005年1月1日 飯南町 |

## 觀光資源
- 三瓶山
- 琴引森林公園
- 賀田城遺跡
- 赤穴城遺跡

## 姊妹、友好都市

### 日本
- 伊丹市（兵庫縣）：於1980年4月17日締結為姊妹都市

## 外部連結
- （日語） 飯南町攻略站 （页面存档备份，存于）
- （日語） 雲南市、飯南町事務組合 （页面存档备份，存于）
- （日語） 飯南森林浴療法